# Михна
Ми́хна (араб. محنة — экзамен, испытание) — испытание, которому с 833 года по 849 год подвергались исламские богословы. Эти испытания проводились при аббасидских халифах аль-Мамуне, аль-Мутасиме и аль-Васике, целью их было установления лояльности или нелояльности существующему режиму.
Те богословы, которые признавали тезис о сотворенности Корана во времени (худус аль-Кур’ан) считались лояльными, те, кто отказывался признать сотворение Писания, становились жертвами репрессий. До этого, во времена правления халифов Харуна ар-Рашида и аль-Амина, сторонники указанного тезиса (джахмиты и мутазилиты) преследовались властями и богословами-традиционалистами.
Михна началась при халифе аль-Мамуне и осуществлялась прежде всего в Багдаде. Её главным вдохновителем, по-видимому, стал Бишр аль-Мариси, который ранее неоднократно подвергался тюремному заключению. Ключевую роль в михне также сыграл Ахмад ибн Абу Дуад, убедивший аль-Мамуна согласиться с мутазилитской доктриной о сотворённости Корана. Он занимал должность верховного судьи (кади аль-кудат) во время правления халифов аль-Мутасима, аль-Васика и аль-Мутаваккиля.
Одной из её жертв стал Ахмад ибн Ханбаль. Суннитские источники особо отмечают, что Ибн Ханбаль во время михны не прибегал к двусмысленности и неясности (амфиболии), к которой прибегали некоторые люди, когда во время «испытания» их спрашивали о сотворённости Корана. Когда его спросили: «Говорил ли ты обиняками, как это делали другие, или согласился с ними, уступив насилию?» Он ответил: «Да убережет меня Аллах от того, чтоб я такое совершил! Ведь на меня смотрят, мне доверяют. И если бы я это сделал, то люди до Судного часа стали бы утверждать сотворённость Корана».
Конец михне был положен халифом аль-Мутаваккилем, который запретил всякие дискуссии о происхождении Корана. Абу-ль-Валид Мухаммад, сменивший своего отца Ахмада ибн Абу Дуада на посту верховного судьи, был снят с должности и арестован в 851 году, что ознаменовало конец михны.